# Elecciones parlamentarias de Croacia de 1995
Las elecciones parlamentarias se celebraron en Croacia el 29 de octubre de 1995 para elegir a los 127 miembros de la Cámara de Representantes. El resultado fue una victoria para la Unión Democrática Croata, la cual ganó 75 asientos, una mayoría absoluta. Por tanto, esta era la última elección en que un solo partido obtuvo la mayoría parlamentaria, sin la necesidad de apoyo parlamentario o socios de coalición. Concurrencia de votantes fue de 68.79%.

## Contexto
El parlamento electo en 1992 debería haber terminado su mandato en 1996. Aun así, gobierno croata de Franjo Tudjman y su partido la Unión Democrático Croata esperaron explotar la euforia nacional sobre el éxito de la Operación Tormenta. La Cámara de Representantes se disolvió rápidamente, pero no antes de aprobar otra parte de la legislación electoral, introduciendo un nuevo sistema de votación que mejoraría las posibilidades para el partido que obtuviese la primera mayoría nacional.
Según la nueva ley  electoral, se obtuvieron 32 escaños en distritos electorales individuales con el escrutinio mayoritario uninominal, mientras que 80 escaños eran distribuidos en base a la representación proporcional, el umbral fue elevado del anterior 2% al 5%. Mientras 12 asientos estuvieron mantenidos para los croatas del exterior, el número de asientos reservados para las minorías étnicas habían cambiado. Esto era más evidente en el caso de los Serbios, quién sólo tenían 3 escaños en camparacion con los anteriores 11. 
Bajo tales condiciones, los partidos de la oposición croata estaban más preocupados por su propia supervivencia política que por desafiar realmente al partido gobernante. Aprendizaje de sus equivocaciones durante las elecciones de 1992, crearon coaliciones y eludieron los umbrales electorales presentando a los miembros de otros partidos como sus propios candidatos en las listas. 
Al final, el HDZ había ganado las elecciones solo con ligeras variaciones en porcentaje de votos a nivel nacional y proporcionalmente casi el mismo número de escaños. Los cambios más significativos eran entre los partidos de la oposición croata. El Partido Socialdemócrata re-emergió como factor político significativo con un 8.93% votos, a expensas del Partido Liberal Social qué perdió el 40% de los votos que había obtenido en las anteriores elecciones. Ambos partidos, aun así, no les fue tan bien a la coalición de oposición más grande que el Partido Campesino Croata lideraba junto con el Partido Popular Croata y la Asamblea Democrática de Istria.
El momento más tenso de la campaña ocurrió durante el conteo de votos. Al parecer, el Partido Croata de Derechos no lograría romper el umbral del 5%, solo para que el voto aumente misteriosamente después.

## Resultados
|  | 45.23 % |

|  | 18.26 % |

|  | 11.55 % |

|  | 8.93 % |

|  | 5.01 % |

|  | 11.02 % |

|  | 96.69 % |

|  | 3.31 % |

|  | 100.00 % |

|  | 68.79 % |